# Чемпионская игра НФЛ 1942
Чемпионская игра чемпионата НФЛ 1942 года — решающий матч по американскому футболу. Матч, в котором играли «Чикаго Беарз» и «Вашингтон Редскинз», прошёл 13 декабря 1942 года. «Вашингтон» победил со счетом 14:6.

## Офишел
- Рефери: Рональд Гиббс
- Ампайр: Карл Брубейкер
- Хэд лайнсмен: Чарли Берри
- Филд джадж: Чак Суиини

НФЛ добавит ещё трех судьей в последующие года.

## Ход матча
CHI-Чикаго, WAS-Вашингтон, ЭП-Экстрапоинт
■ Первая четверть:
■ Вторая четверть:
- CHI-возврат фамбла в тачдаун на 52 ярда(экстрапоинт не забит), Чикаго повёл 6:0
- WAS-39-ярдовый тачдаун+ЭП, Вашингтон повёл 7:6

■ Третья четверть:
- WAS-1-ярдовый тачдаун+ЭП, Вашингтон ведёт 14:6

■ Четвёртая четверть: